# Ericeia pampoecila
Ericeia pampoecila is een vlinder uit de familie van de spinneruilen (Erebidae). De wetenschappelijke naam van de soort is voor het eerst geldig gepubliceerd in 1914 door Bethune-Baker.